# Places de Mende

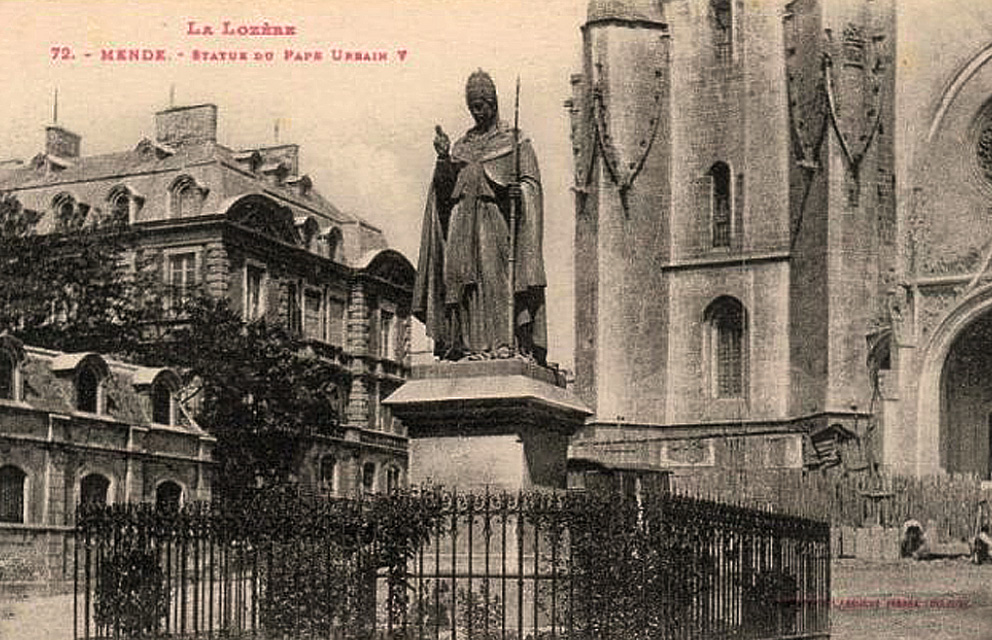
Place Urbain V à Mende en 1910

La ville de Mende, chef-lieu de la Lozère, et ancienne capitale du Gévaudan, possède plusieurs places, souvent d'origines moyenâgeuses. 

## Les quartiers
Le centre ville de Mende se découpe en cinq quartiers ou pans remontant au Moyen Âge. À chacun de ces quartiers était associée une ou plusieurs places. Leurs noms sont : Aigues Passes, Auriac, Champnau, Chastel et Claustres.

## Les places
Voici par ordre alphabétique la liste des places de la ville et leur description :

### Place d'Aigues Passes
Cette place, aujourd'hui carrefour routier, est le parvis du palais de justice.

### Place au Blé

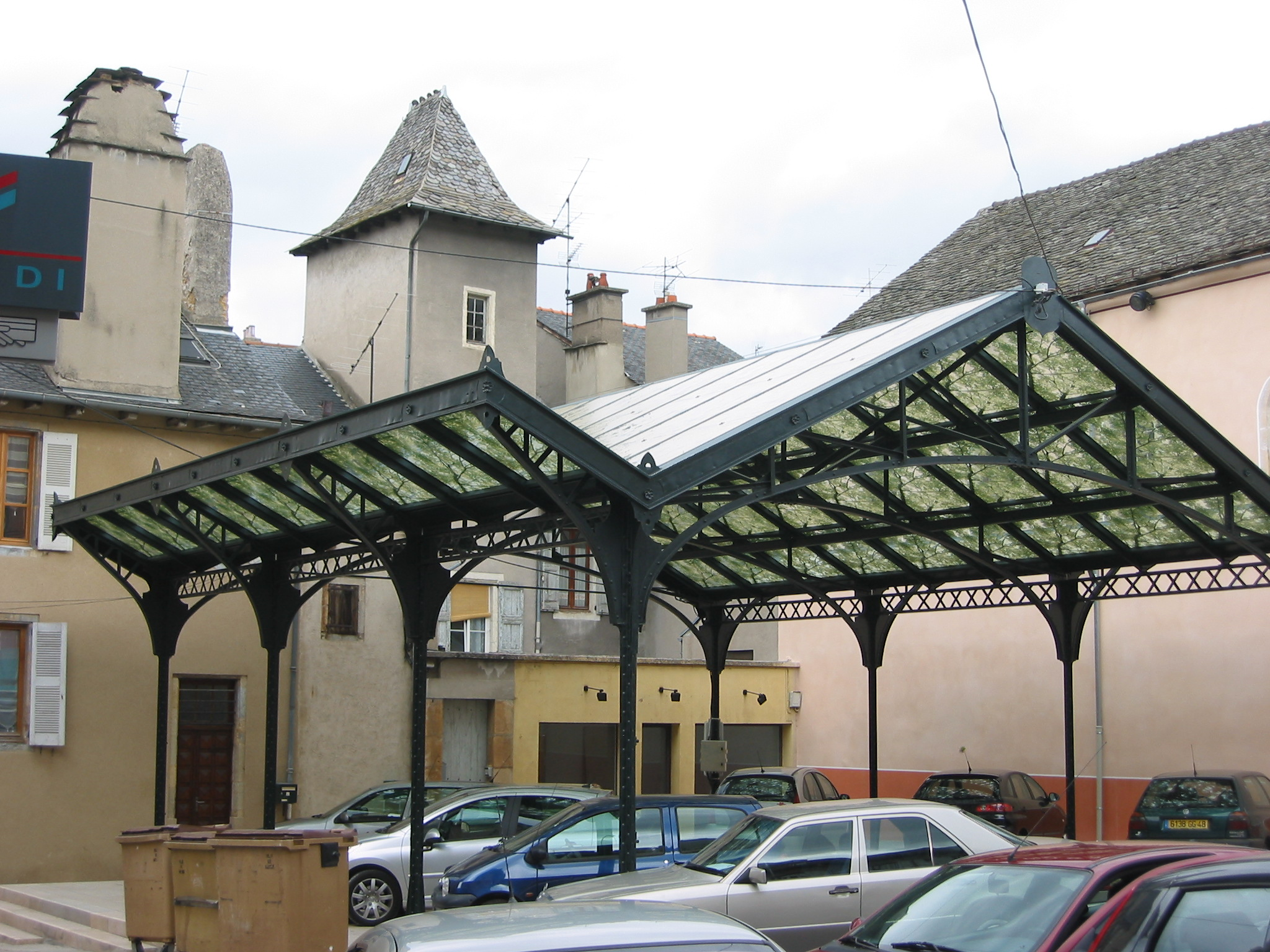
La place au Blé

La place au Blé a porté plusieurs noms au fil de l'histoire : d'Auriac (1377 puis 1853), de Marcillac (XVIIe), des Pénitents (XVIIe), avant de devenir la place au Blé.
Cette place était située dans le pan (quartier) d'Auriac, et jouxte l'ancienne porte d'Auriac, nommée tour des Pénitents, car accolée à la chapelle des Pénitents blancs.
À partir de 1745, une halle au blé est construite sur un modèle semblable à celui visible à Langogne. Cette structure sera détruite en 1921 et remplacée l'année suivante par une version métallique. Cette version sera modifiée et agrémentée d'une verrière en 2006.

### Place au Beurre
La place au Beurre est une petite place située entre celle du Mazel et celle de la République.

### Place Chaptal

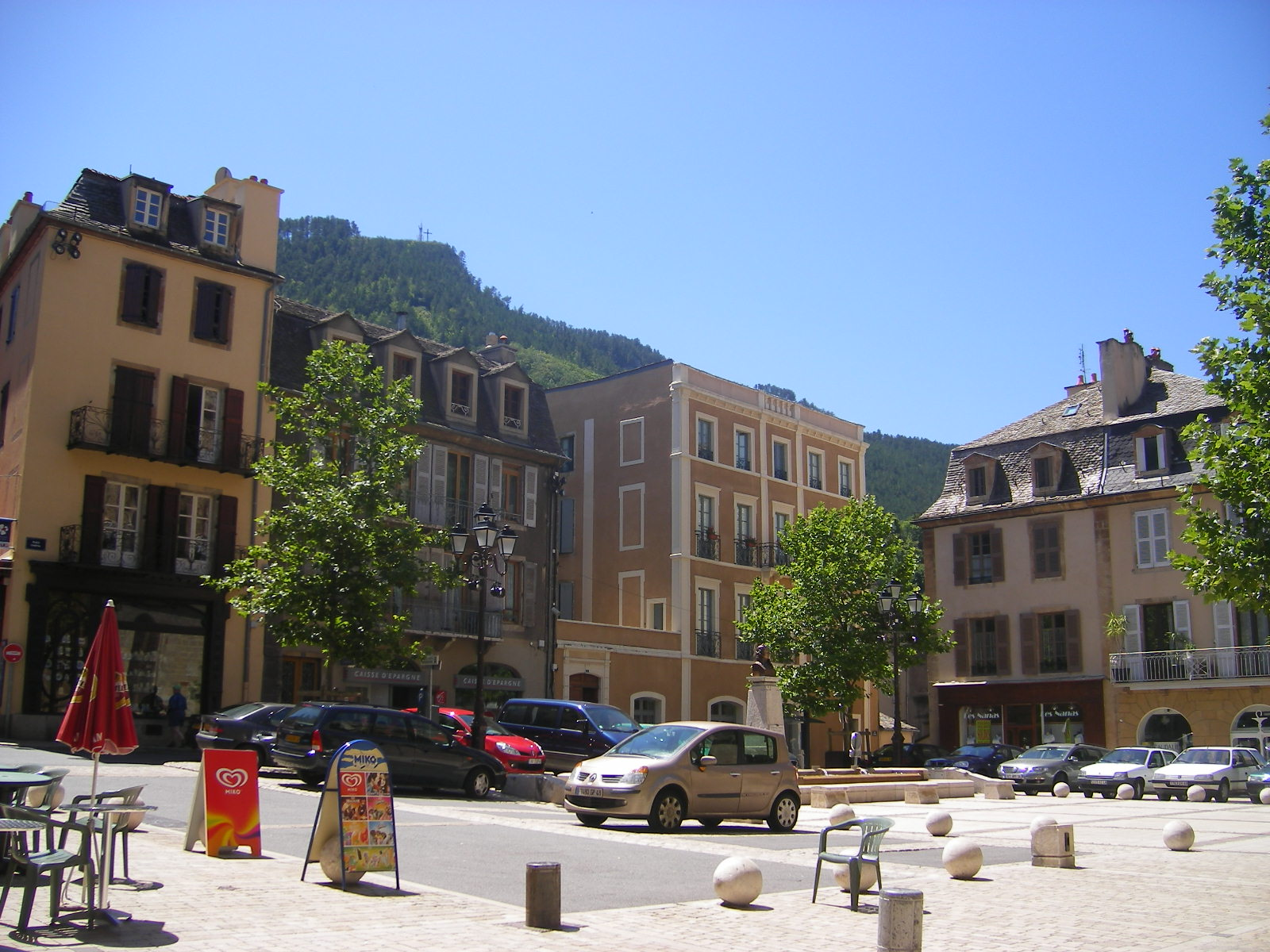
La place Chaptal

Cette place située à l'une des portes de la cathédrale porte le nom de Jean-Antoine Chaptal, homme politique et physicien français, né à proximité de Mende. On retrouve d'ailleurs son buste sur la place.

### Place Charles de Gaulle

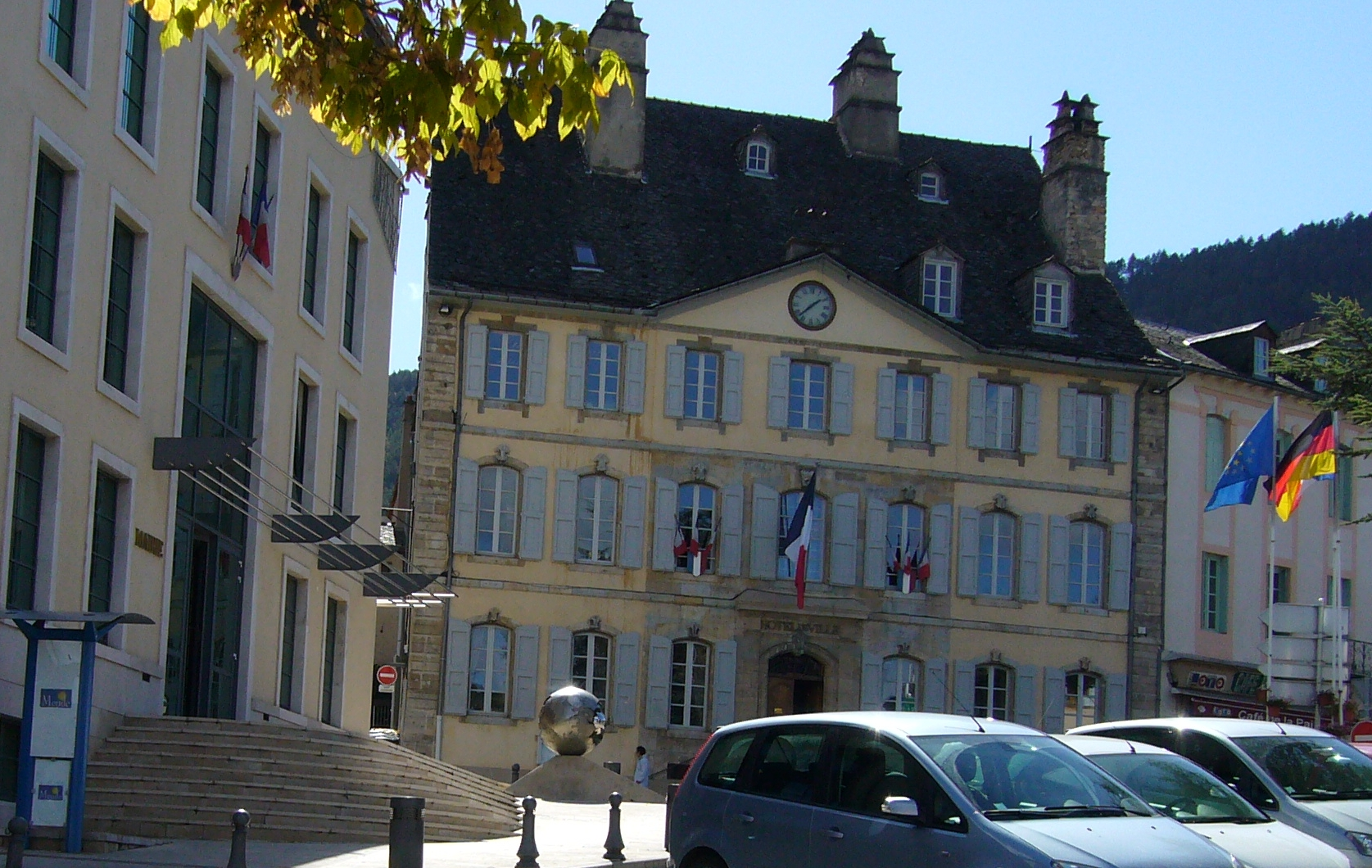
La mairie et l'annexe de la mairie sur la place de Gaulle/d'Angiran

Dénommée place Royale ou plate-forme en 1789, la place a ensuite pris le nom de place de la mairie en 1851 puis place du maréchal Pétain, et enfin place Charles de Gaulle. Le nom du président français est parfois remplacé par celui d'Angiran, l'autre nom de la place. La porte d'Angiran était en effet située juste à côté. C'est sur cette place qu'est située la mairie de Mende.

### Place du Foirail

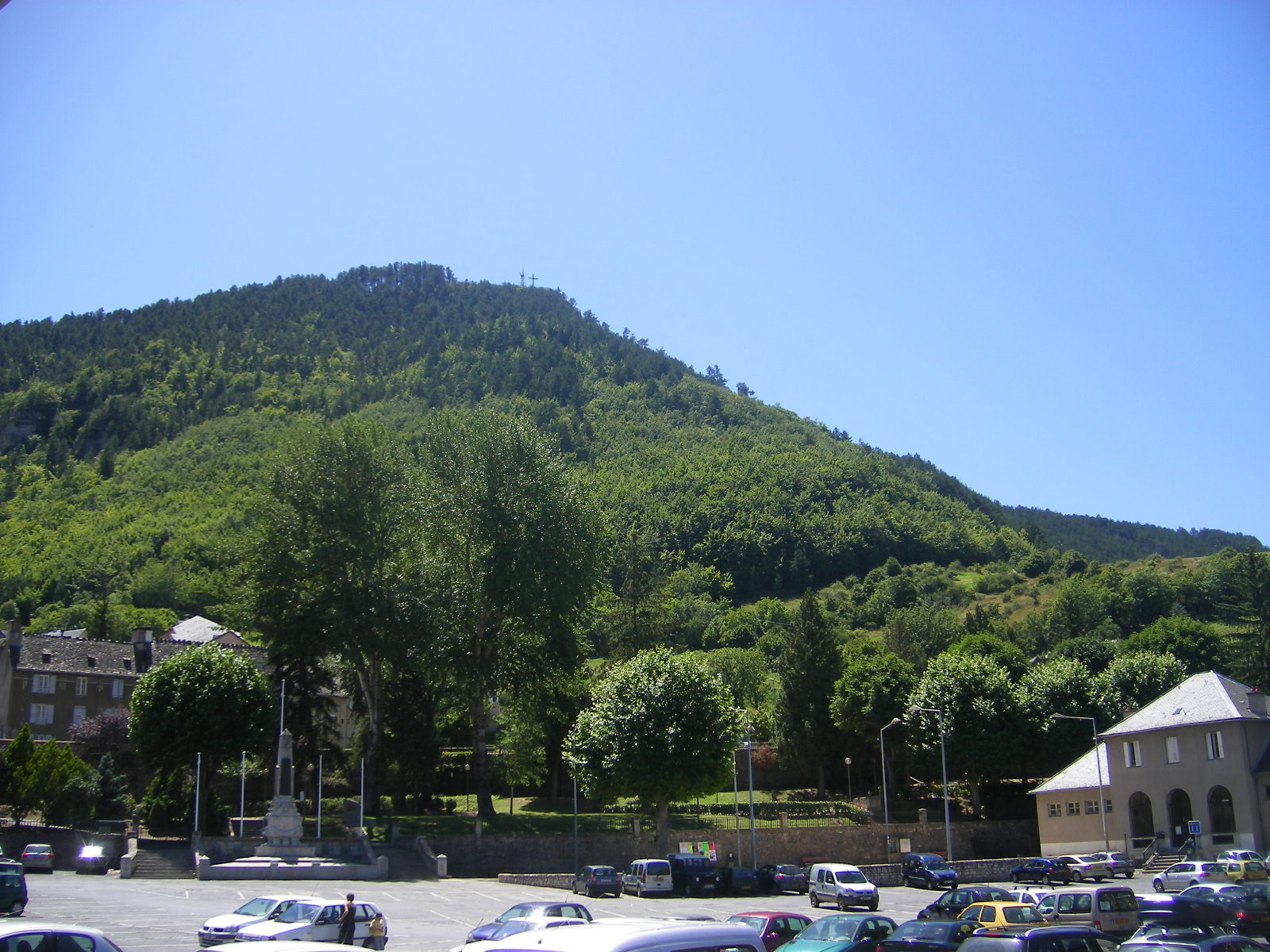
Le Foirail

La place du Foirail a remplacé au début du XXe siècle les jardins particuliers de la famille Dupont de Ligonnès. Ce jardin a servi de plantation pour nourrir la population mendoise durant la Première Guerre mondiale, avant d'être cédé à la mairie en 1921.
Entre 1931 et 1934 sont construits les bains-douches, aujourd'hui le foyer Saint-Ilpide.
Le Foirail a abrité un zoo dans les années 1960, détruit en 1969. La place accueille plusieurs événements chaque année : arrivée du Semi-marathon Marvejols-Mende, arrivée du Tour du Gévaudan, zone principale du Trèfle lozérien, grandes fêtes de la ville de Mende, etc.
Autour de la place se dressent la bibliothèque municipale, l'office du tourisme, la salle des fêtes et le foyer Saint-Ilpide (anciens bains publics).

### Place du Griffon
La place du Griffon est située entre la place Chaptal et le Foirail. C'est sur cette place qu'est située la fontaine du Griffon, l'une des plus connues de la ville.

### Place René Estoup
La place René Estoup, du nom de l'ancien maire et député de la Lozère, est la plus vieille place de la ville, et en est restée la plus importante jusqu'au XVIIIe siècle. Elle a pris le nom de place Peyron, puis Grande place et ensuite place de la Cathédrale. Elle est en effet située à l'une des entrées de la cathédrale, et seuls l'ancien palais épiscopal et la rue della Rovere la séparent de la place Urbain V (sur le parvis de la cathédrale).

### Place de la République

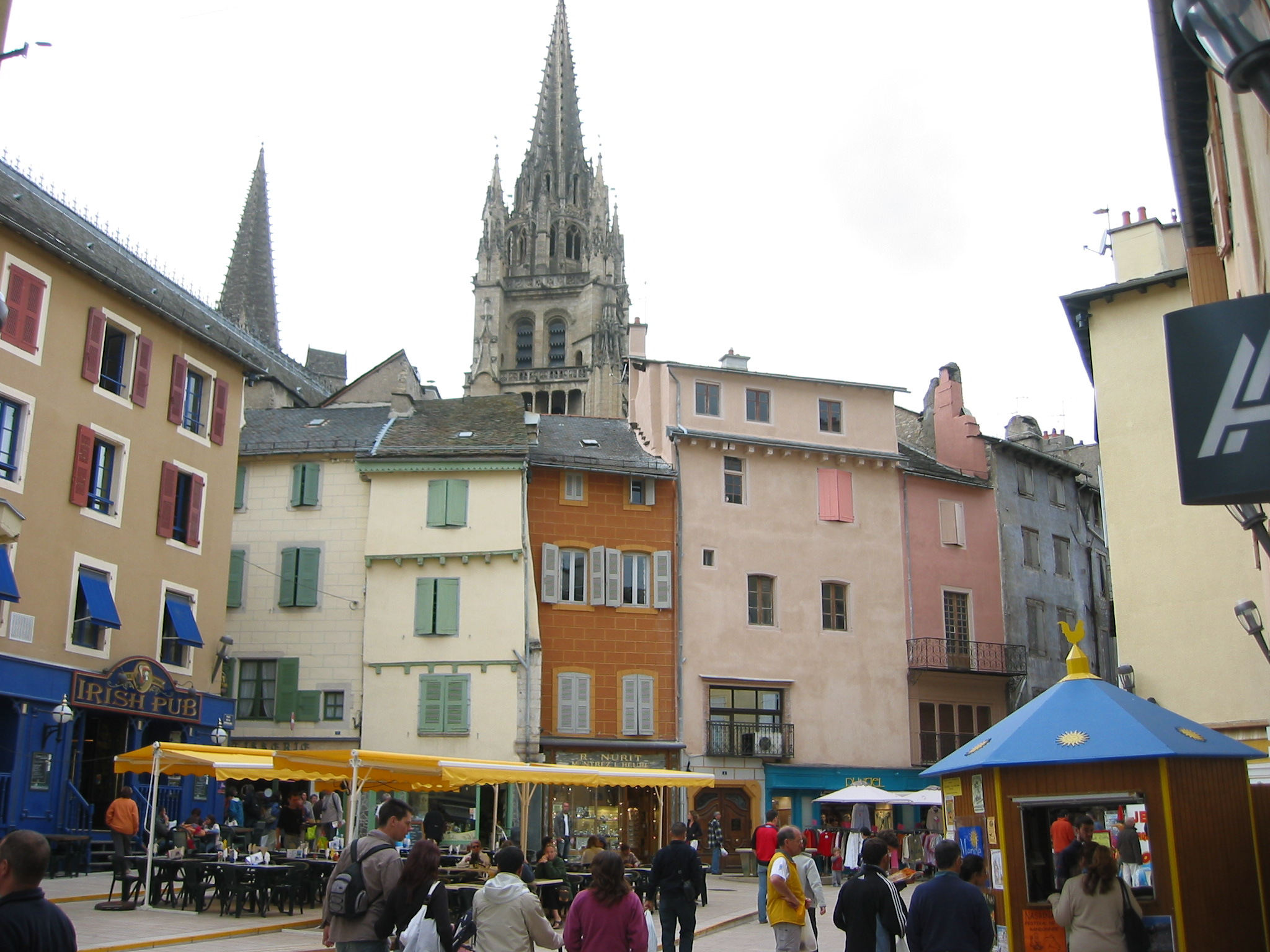
La place de la République

Cette place a été créée au XIVe siècle. Située, comme la place au Blé dans le pan d'Auriac, la place de la République a longtemps servi de lieu de marché. Elle a porté beaucoup de noms : place des Oules, des Esclots, du Jardinage, place Impériale, place Nationale, etc.
Non loin de la place était situé l'ancien couvent des Carmes, dont il ne reste que peu de traces et dont la localisation exacte n'est pas connue. Cependant la place a conservé sa chapelle Saint-Dominique, qui accueille désormais des expositions.
On retrouve également sur la place un buste en l'honneur de Henri Bourrillon, chef de la Résistance lozérienne et ancien maire de Mende.

### Place Théophile Roussel
Cette petite place porte le nom de l'homme politique lozérien Théophile Roussel. Son buste en bronze y a été érigé.

### Place Urbain V

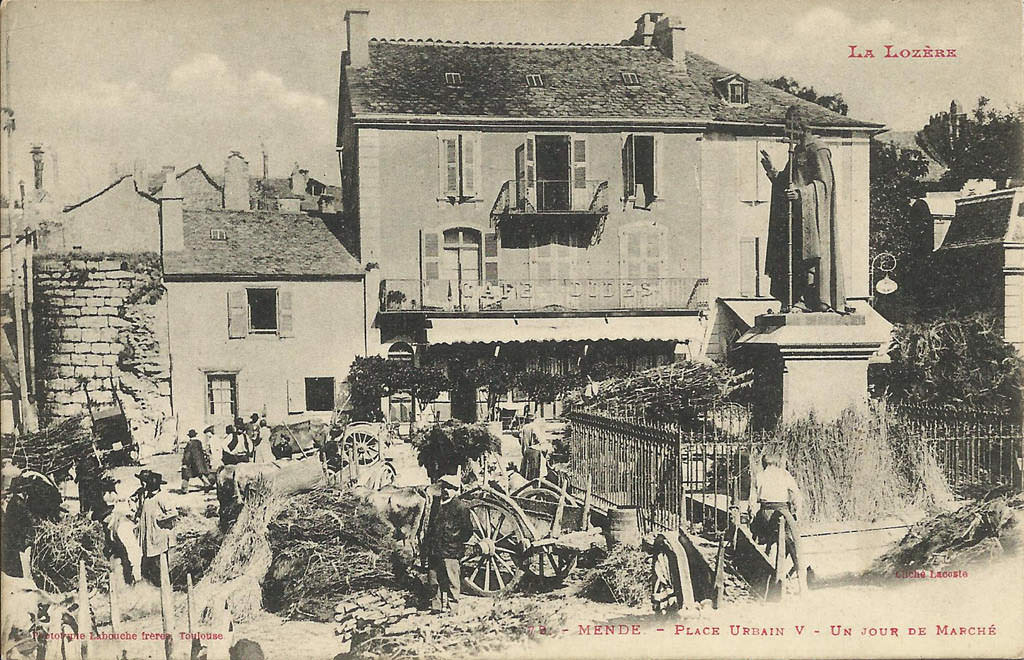
La place Urbain V, un jour de marché, au début du XXe siècle

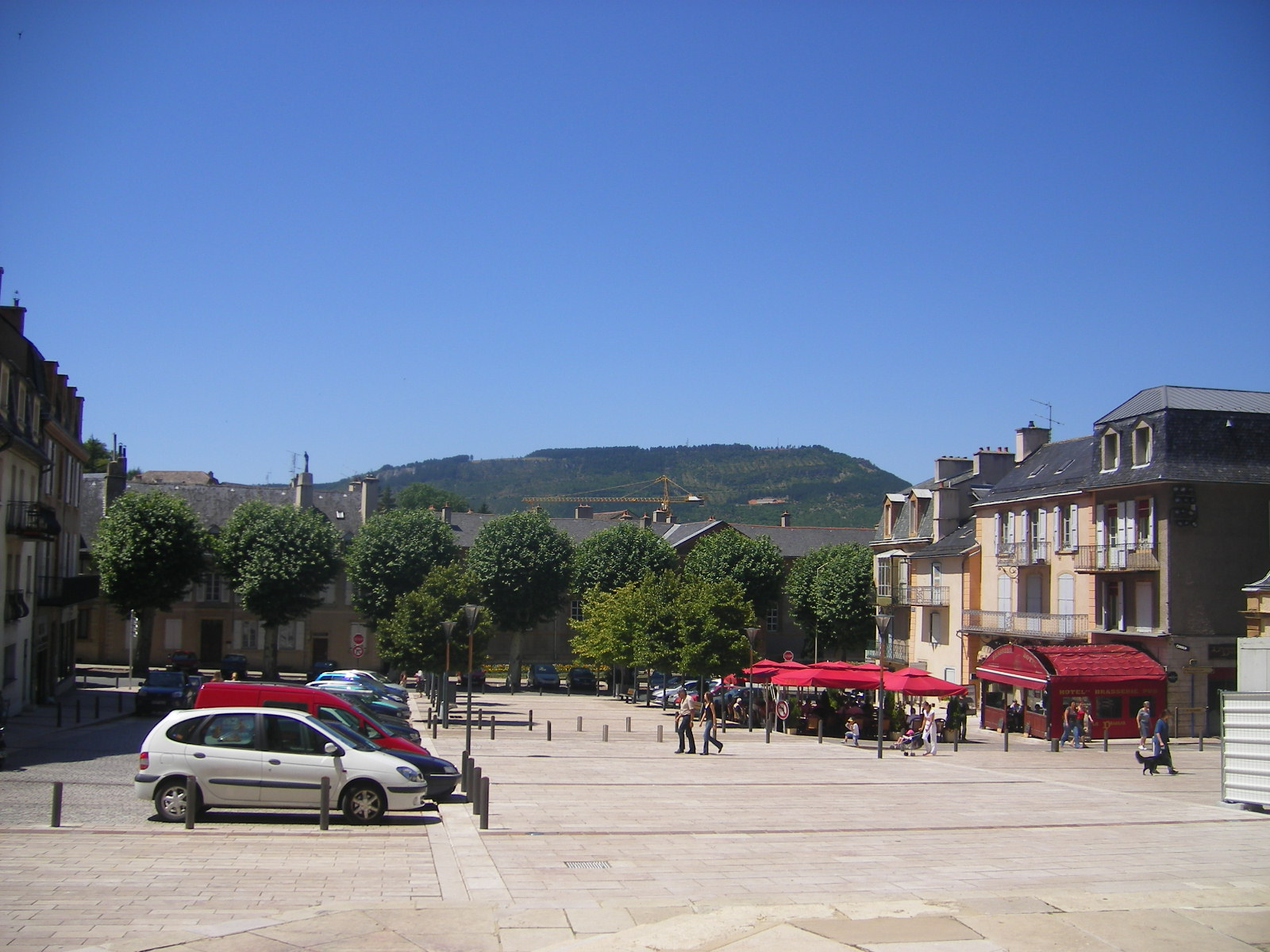
La place Urbain V

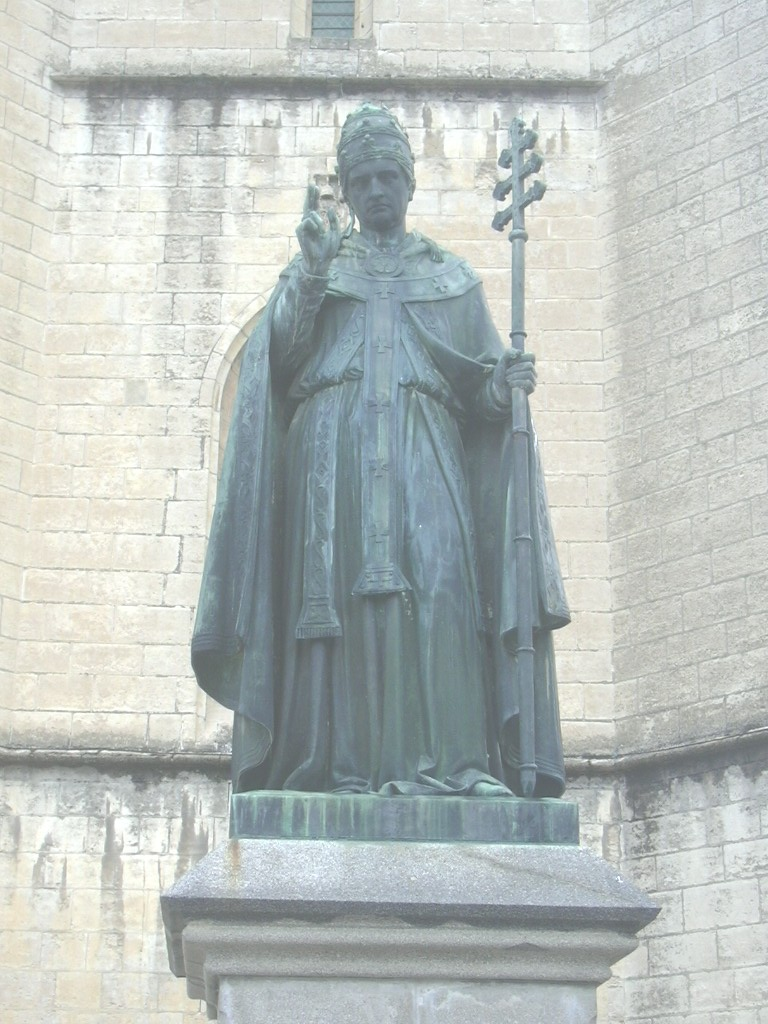
La statue d'Urbain V, sur la place éponyme

La place est située dans l'un des quartiers les plus anciens de la ville puisqu'elle se trouve sur le parvis de la basilique-cathédrale Notre-Dame et Saint-Privat qui, avant la construction de cette cathédrale, possédait déjà un lieu de culte. En 1776, le cimetière Saint-Pierre est remplacé par le parterre Saint-Marie. Avec l'érection de la statue en honneur du bienheureux pape Urbain V, la place change de nom pour devenir place Urbain V en 1874.
C'est sur cette place que se tenait le palais épiscopal, devenue hôtel du département et de la préfecture, qui était le siège des comtes-évêques du Gévaudan. Leurs jardins s'étendaient d'ailleurs sur le parterre, et c'est en creusant un puits dans ces jardins que l'on trouva la crypte Sainte-Thècles et les restes du saint martyr Privat de Mende en 1170.
La configuration actuelle de la place fait suite aux aménagements de 2002, qui ont vu notamment le replacement de la statue depuis le centre de la place vers le devant du petit clocher de la cathédrale.

### Place Volterra
C'est sur la place Volterra, qui tient son nom du jumelage de la ville de Mende avec la ville italienne de Volterra, que l'on retrouve l'ancienne maison consulaire, aujourd'hui centre d'expositions.

### Sources et références
1. ↑  Un siècle d'images mendoise, édité par la ville de Mende, 1974, note 205
2. ↑  Félix Buffière, Ce tant rude Gévaudan [détail des éditions], chap. VI